# 315
315 (CCCXV) fue un año común comenzado en sábado del calendario juliano, en vigor en aquella fecha.
En el Imperio romano, el año fue nombrado como el del consulado de Constantino y Liciniano, o menos comúnmente, como el 1068 Ab Urbe condita, adquiriendo su denominación como 315 a principios de la Edad Media, al establecerse el anno Domini.

## Acontecimientos
- Constantino I y Licinio pelean contra los sármatas, los godos, y los carpianos alrededor del río Danubio. Restablecen las defensas de la frontera.
- La pena de la Crucifixión queda abolida en el Imperio romano.
- Un programa de ayuda a los pobres se establece en el Imperio romano.
- Tras la muerte del emperador Galerio, su viuda (e hija de Diocleciano) Galeria Valeria es forzada a casarse con Maximino Daya. Ella huye a Siria con su madre (Prisca, viuda de Diocleciano), donde son detenidas y ejecutadas por Licinio.

### Religión
- Eusebio se convierte en obispo de Cesarea (fecha aproximativa).

### Arte y literatura
- Dedicatoria del Arco de Constantino (fecha aproximativa).
- La construcción de baños inmensos en Tréveris.
- El cordero se convierte en símbolo de Jesús en el arte cristiano.

## Nacimientos
- Cirilo de Jerusalén, teólogo (fecha aproximada).

## Fallecimientos
- Prisca, emperatriz romana.
- Galeria Valeria, emperatriz romana.